# IC 636
IC 636 ist eine Balken-Spiralgalaxie vom Hubble-Typ SBbc im Sternbild Sextant südlich des Himmelsäquators. Sie ist schätzungsweise 353 Millionen Lichtjahre von der Milchstraße entfernt und hat einen Durchmesser von etwa 95.000 Lichtjahren.
Im selben Himmelsareal befinden sich u. a. die Galaxien NGC 3326, NGC 3337, NGC 3341.
Das Objekt wurde am 7. April 1893 vom französischen Astronomen Stéphane Javelle entdeckt.